# Heinrich Edmund Naumann
Pour les articles homonymes, voir Naumann.

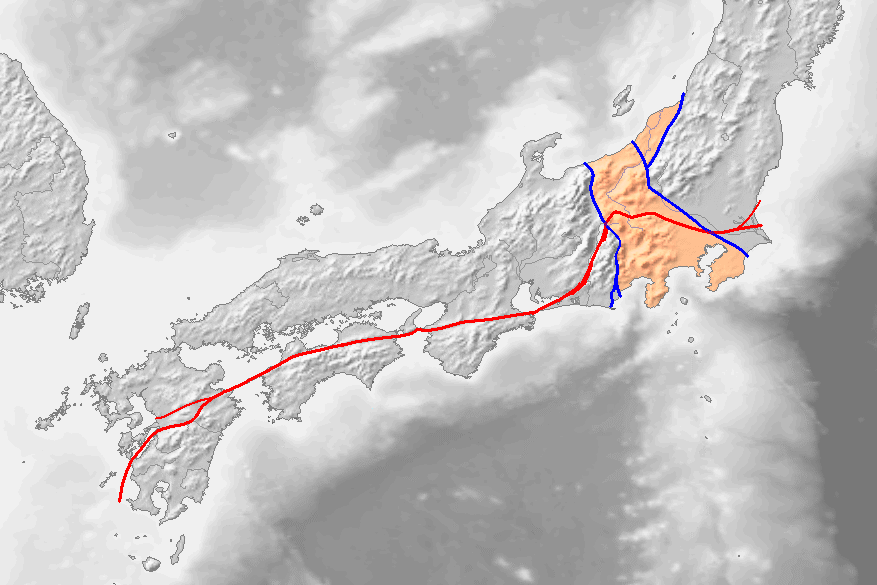
La Fossa Magna (en rose)

Heinrich Edmund Naumann, 11 septembre 1854 – 1er février 1927, est un géologue et paléontologue allemand qui fut conseiller étranger au Japon pendant l'ère Meiji. Il est considéré comme le « père de la géologie japonaise ».

## Biographie
En 1875, Naumann fut recruté par le gouvernement de Meiji en qualité de conseiller étranger afin d'introduire la géologie au Japon. Il enseigna à la Kaisei Gakkō (une école qui donna plus tard naissance à l'université de Tokyo).
Naumann arriva au Japon un mois après son vingt-et-unième anniversaire. Il reçut son salaire annuel de 3 600 yen, mais passa finalement dix ans de sa vie dans ce pays. Il réalisa de nombreux articles scientifiques en allemand dont la plupart n'ont jamais été traduits. Durant ses premières années au Japon, il collabora, et s'opposa aussi, avec le géologue John Milne. Les deux faisaient partie de la communauté scientifique européenne intéressée par les études sur l'origine de la Terre et par la volcanologie, une science toute nouvelle pour l'époque. En 1877, Naumann et Milne étudièrent une éruption volcanique sur l'île d'Izu Ōshima près de Tokyo. Cependant, dans les années 1880, Milne se concentra sur la sismologie, alors que Naumann consacra ses efforts à réaliser une carte géologique de l'archipel japonais.
Naumann mena de nombreuses expéditions géologiques, parcourant plus de 10 000 km à l'intérieur du Japon et couvrant presque entièrement les îles de Honshu, Kyushu et Shikoku. En 1879, Naumann commença la publication de ses hypothèses sur les origines géologiques de l'archipel japonais. Il estimait qu'il avait été créé à partir de trois grands plissements de la croûte terrestre, à l'époque du Néoprotérozoïque, de la fin du Paléozoïque et du Miocène, et que le Japon était composé de deux grands systèmes montagneux, au Sud-Ouest et au Nord-Est. Le fossé entre ces deux systèmes était une zone de failles qui divisait verticalement l'île de Honshu de la péninsule d'Izu au Sud à Toyama au Nord. C'est ce qu'on appelle aujourd'hui la Fossa Magna.
Sur les conseils de Naumann, le ministère japonais de l'Agriculture et du Commerce fonda un département de géologie en 1878, dont le premier travail fut de faire une cartographie complète de l'archipel japonais. La création de ce bureau survint un an avant celle de son homologue américain, l'Institut d'études géologiques des États-Unis.
Naumann fut aussi intéressé par la paléontologie. En 1881, il publia un papier sur ses conclusions en ce qui concernait les résultats d'analyse d'os fossilisés d'éléphants. Ces animaux étaient connus depuis le shogunat Tokugawa par le bouddhisme, et quelques spécimens avaient été amenés par les Néerlandais de Dejima, mais on ignorait qu'ils avaient vécu sur le sol japonais, ainsi ses conclusions bénéficièrent d'une importante publicité. L'un des fossiles que Naumann étudia et qui provenait de l'emplacement actuel de Tokyo, s'est avéré être une espèce inconnue éteinte, qui fut nommée en son honneur : le Palaeoloxodon naumanni. D'autres spécimens furent découverts près du lac Nojiri dans la préfecture de Nagano, et encore d'autres sur l'île de Kyushu.
Naumman n'a jamais, techniquement parlant, exhumé de fossiles, mais a examiné des échantillons mis au jour par des antiquaires japonais et occidentaux, dont ceux qu'Edward Morse avait découverts dans l'amas coquillier d'Ōmori quelques années auparavant. La conclusion principale de Naumann était que les fossiles dataient du Pliocène. En raison du grand nombre de fossiles découverts (fossiles de plantes et d'animaux confondus), Naumann spécula que le Japon était autrefois relié au continent asiatique par des ponts terrestres qui sont aujourd'hui la péninsule Coréenne, les îles Kouriles et les îles Ryūkyū, et que le climat de l'époque était de type tropical. Cette découverte, fondée sur des preuves scientifiques, que l'archipel japonais était géologiquement un appendice du continent asiatique, eut des conséquences géopolitiques de par la vision du gouvernement de Meiji que le Japon avait pour mission de conquérir l'Asie. Et plusieurs bureaux géographiques qui se contredisaient furent bientôt créés au sein des ministères de l'Éducation, des Finances, de l'Intérieur et de la Guerre.
Les années de Naumann au Japon furent mouvementées. De sang chaud, Naumann était connu pour frapper quelquefois ses élèves, tel que le topographe allemand, Otto Schmidt, qu'il accusait d'avoir une liaison avec sa femme. L'échauffourée entre les deux hommes, qui se produisit en 1882, devint un fait public, et fut reprise par la presse étrangère du Japon. Cela mena l'arrestation de Naumann et son jugement par le consulat allemand, à qui il versa une amende de 300 Reichsmark, mais il garda son travail.
Après son retour en Allemagne, Naumann continua à étudier la géologie, apportant une contribution importante dans la compréhension géologique de l'Anatolie et de la Mésopotamie.
Cependant, en Allemagne, Naumann a également beaucoup critiqué le processus de modernisation du Japon et certaines de ces critiques furent publiées dans le journal Allgemeine Zeitung. Naumann faisait valoir que le Japon était un pays sale, pauvre et en retard, avec des coutumes barbares et en proie à des maladies infectieuses. Il fustigeait le gouvernement japonais qui importait la culture et les technologies occidentales sans discriminations et sans les comprendre réellement. Naumann déclarait que beaucoup d'aspects de la culture traditionnelle japonaise étaient admirables, mais que les Japonais eux-mêmes avaient du mépris pour leur propre culture et leur propre histoire, et que ce manque de respect était une sérieuse faiblesse. Ces déclarations furent lues par Ōgai Mori qui se trouvait alors à Berlin pour étudier la médecine occidentale, conduisant à un débat actif. Bien que Mori pouvait facilement réfuter certaines déclarations de Naumann concernant le retard du Japon, il lui était plus difficile de réfuter les critiques sur l'occidentalisation du Japon. À son retour au Japon, Mori lui-même commença à remettre en question le processus de modernisation et s'opposa à l'imitation superficielle de tout ce qui venait de l'Occident, même les choses les plus futiles (combat de coqs, dancing, bowling, baseball etc.), et encourageait à plus de respect vis-à-vis des traditions japonaises. Les arguments de Naumann furent contemporains et identiques aux écrits du journaliste japonais Kuga Katsunan.
En 1973, un musée en l'honneur de Naumann fut inauguré dans la ville d'Itoigawa au Japon.

## Œuvres
- Vom Goldenen Horn zu den Quellen des Euphrat (1893)
- Geologische Arbeiten in Japan (1901)